# Abramów (powiat biłgorajski)
Abramów – wieś w Polsce położona w województwie lubelskim, w powiecie biłgorajskim, w gminie Goraj.
| SIMC    | Nazwa           | Rodzaj    |
| ------- | --------------- | --------- |
| 0887635 | Abramów-Kolonia | część wsi |

Do roku 1870 istniała gmina Abramów. W latach 1975–1998 miejscowość należała administracyjnie do województwa zamojskiego. 
Wieś jest sołectwem w gminie Goraj. Według Narodowego Spisu Powszechnego z roku 2011 wieś liczyła 144 mieszkańców i była jedenastą co do wielkości miejscowością gminy.
Wierni Kościoła rzymskokatolickiego należą do parafii św. Kazimierza Królewicza w Radzięcinie.

## Położenie
Abramów wraz z sąsiednią Wólką Abramowską położone są w południowej części gminy Goraj, przy granicy z gminą Frampol, na wzgórzach nad rzeką Ładą.

## Historia
Wieś powstała w II połowie XVI w., a swą nazwę zawdzięcza Abramowi Gorajskiemu. Pozostawała w rękach Gorajskich herbu Korczak do 1665 roku, kiedy po bezpotomnej śmierci Teodora Gorajskiego w wyniku działu spadku Abramów w ramach klucza radzięckiego otrzymała Bogumiła z Gorajskich Potocka, żona starosty jabłonowskiego Krzysztofa Potockiego herbu Srebrna Pilawa (syna Jana Teodoryka Potockiego). Po śmierci Krzysztofa Potockiego, w 1683 roku Bogumiła wyszła za mąż za hrabiego Jana Ludwika Butlera (zm. 1710). Po śmierci Bogumiły Abramów przeszedł do bratanka Jana Ludwika Butlera, starosty witagolskiego Marka Antoniego hr. Butlera, ożenionego z Franciszką z domu Szczuka (fundatorką kościoła w Mariampolu). W 1773 nastąpił kolejny podział majątku, w wyniku którego Abramów wraz ze wsiami: Wólką Abramowską, Teodorówką, Jędrzejówką, Hosznią Abram. i Majdanem Abram.) otrzymał szambelan królewski Krzysztof Niemirowicz-Szczytt (zm. 1790) herbu Jastrzębiec, mąż Józefy z hr. Buttlerów (ur. ok. 1749 - zm. po 1802), córki Józefa Buttlera i Teresy z Urbańskich. 25 stycznia 1802 roku wdowa po Krzysztofie Niemirowiczu-Szczytcie, starościna witagolska Józefa Niemirowiczowa-Szczyttowa z hr. Buttlerów, sprzedała Abramów szambelanowi byłego dworu polskiego Pawłowi Stryjeńskiemu. Kolejnym właścicielem Abramowa został jego syn - Zygmunt Stryjeński. W latach 60. XIX wieku Abramów należał do Rusockiego. W II poł. XIX wieku folwark abramowski nabył Teofil Gierlicz.
Miejscowość wymieniona jest w Tabelli miast, wsi, osad, Królestwa Polskiego, z wyrażeniem ich położenia i ludności z 1827 roku; wieś należała wówczas do parafii w Radzięcinie, liczyła 9 domów i 83 osoby ludności. Słownik geograficzny Królestwa Polskiego z 1880 roku opisuje Abramów i Abramowską Wolę w jednym haśle; wieś posiadała wówczas gorzelnię oraz „obszerny ogród i sad”. Najbliższa stacja pocztowa znajdowała się we Frampolu. Skorowidz miejscowości Rzeczypospolitej Polskiej na podstawie Pierwszego Powszechnego Spisu Ludności z 1921 roku podaje z kolei osobno dane dla Wólki Abramowskiej, wsi i folwarku Abramów. Folwark liczył wówczas 5 domów i 107 osób, natomiast wieś Abramów – 8 domów i 58 osób.

## Urodzeni w Abramowie
- Wiesław Gerlicz – polski inżynier elektryk, pionier elektryfikacji Polski, prezes spółki Siła i Światło, tramwajów elektrycznych w Zagłębiu Dąbrowskim i Elektrycznych Kolei Dojazdowych w Warszawie, poseł na Sejm w II RP[19].

## Demografia
Liczbę ludności na podstawie danych GUS (spisów powszechnych i rejestru PESEL) przedstawia poniższa tabela:
| Rok  | Ludność ogółem | Mężczyźni | Kobiety |
| ---- | -------------- | --------- | ------- |
| 1998 | 150            | 78        | 72      |
| 2002 | 151            | 83        | 68      |
| 2009 | 157            | 88        | 69      |
| 2011 | 144            | 79        | 65      |